# 정정혜
정정혜(丁情惠, 1797년 ~ 1839년 12월 29일)는 조선의 천주교 박해 때에 순교한 한국 천주교의 103위 성인 중에 한 사람이다. 세례명은 엘리사벳(Elisabeth)이다.
그녀는 순교자 정약종 아우구스티노와 순교자 유소사 체칠리아의 딸이며, 순교자 정하상 바오로의 여동생이다.

## 생애

### 성장과정
정정혜는 1797년에 경기도 광주의 마재 마을에 있는 한 양반 집안에서 태어났다. 1801년 정정혜가 5 살이던 때, 그녀의 아버지 정약종과 이복오빠 정철상이 자신의 신앙을 지키기 위해서 순교하였다. 당시 정정혜 또한 그녀의 어머니 유소사와 두 형제와 함께 체포되었다. 조정은 그들의 가산을 몰수하였고 미망인이 된 유소사와 그녀의 자녀들을 석방하였다. 그들은 당시 이교도이던 삼촌 정약용의 집에 얹혀 살았는데, 그들에 대한 처우가 좋지 못하였고, 정정혜는 추위와 배고픔으로 고통받았다. 그러나 정혜는 삯바느질을 하여 생계를 이었고 어머니 유소사와 오빠 정하상도 도울 수 있었다. 나중에 정하상은 앵베르 주교와 선교사들이 베이징과 연락하는 것을 도왔다. 처음에 정정혜를 싫어하던 삼촌 정약용은 그녀에게 감명을 받아 그녀에게 호의를 가지기 시작했다.

### 엄격한 신앙생활
그녀는 마음이 순수하여 절대로 남자를 똑바로 쳐다보지 않았다. 그녀는 일찍이 하느님을 위해 처녀성을 지키기로 맹세하였다. 그녀가 30세 되고, 약 5년간을 강한 유혹에 빠졌지만, 성인들이 사용하던 기도와 단식 그리고 채찍질의 전통적인 방법을 통해 그것들을 극복하였다. 그녀는 언제나 선교사들이 조선으로 오기를 소망했다. 앵베르 주교와 두 명의 프랑스인 사제가 그녀의 집에 오자, 그녀는 극도로 행복해 했고 그들에게 거처를 제공해주고 성심껏 보필하였다.

### 교리를 가르치다
많은 사람들이 그 선교사들을 보러 그녀의 집을 방문하곤 했다. 정정혜는 예비 신자들을 가르쳤으며 빈자들에게 자선을 베풀었다. 앵베르 주교는 한때 그녀에 대해서 이렇게 말했다. "엘리사벳 자매님은 마치 교리 선생 같습니다." 1839년 기해년에 박해가 발발했지만, 그녀는 전혀 겁먹지 않았다. 주교는 한양을 빠져나갔지만, 정정혜와 그녀의 어머니 유소사 그리고 오빠 정하상은 교우들을 위로하고 빈자들에게 음식과 의복을 제공하려 온갖 노력을 쏟았다. 그들은 스스로 순교를 준비하고 있었다.

### 1839년 기해박해
1839년 7월 19일에 정정혜는 어머니 유소사와 오빠 정하상과 함께 체포되었다. 정정혜는 가혹한 심문을 받았다. 그녀가 배교하기를 거부하므로, 극심한 고문을 받았다. 그녀는 일곱 차례에 걸쳐 230 여대의 곤장을 맞았고, 형조에 이송되어서도 여섯 차례의 심문 동안에 격심한 고문을 받았음에도, 결코 굴복하지 않았다. 그녀는 하느님과 그의 성모를 위하여 모든 고통을 견뎌냈다. 그녀는 사람들에게 주가 겪었던 수난이 얼마나 고통스러웠는지를 이해할 수 있다고 말하곤 했다. 그녀는 감옥에 있는 동안 기도와 묵상 그리고 수감된 교우들에 대한 위로와 격려를 멈춘 적이 없었다. 그녀는 또한 남은 돈을 수감자들의 음식과 의복 마련에 사용하였다. 1839년 12월 29일 정정혜는 43세의 나이로 서소문 밖의 형장에서 여섯 명의 교우와 함께 참수되어 순교하였다.

## 시복 · 시성
정정혜 엘리사벳은 1925년 7월 5일에 로마 성 베드로 광장에서 교황 비오 11세가 집전한 79위 시복식을 통해 복자 품에 올랐고, 1984년 5월 6일에 서울특별시 여의도에서 한국 천주교 창립 200주년을 기념하여 방한한 교황 요한 바오로 2세가 집전한 미사 중에 이뤄진 103위 시성식을 통해 성인 품에 올랐다.

## 참고 문헌
- 가톨릭 사전: 정정혜
- Catholic Bishop's Conference Of Korea. 103 Martryr Saints: 정정혜 엘리사벳 Elisabeth Chong Chong-hye 보관됨 2014-11-29 - 웨이백 머신